# Fahrplan

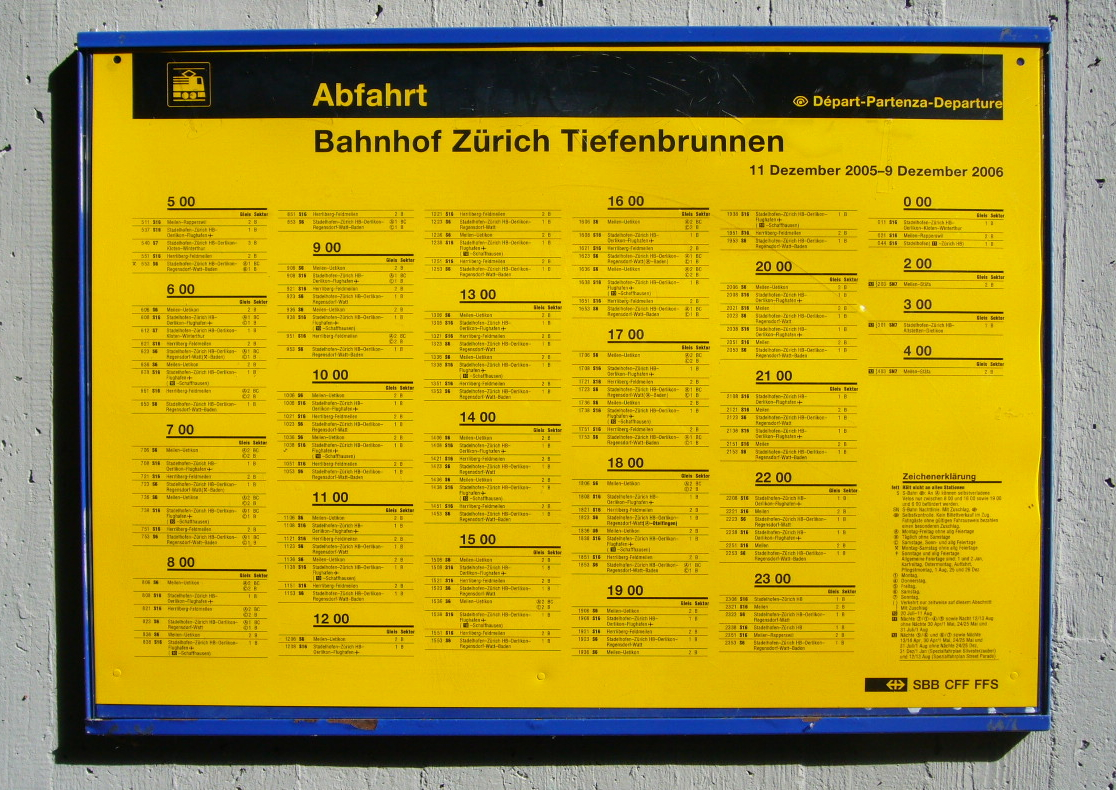
Abfahrtsplakat der SBB für den Bahnhof Zürich Tiefenbrunnen

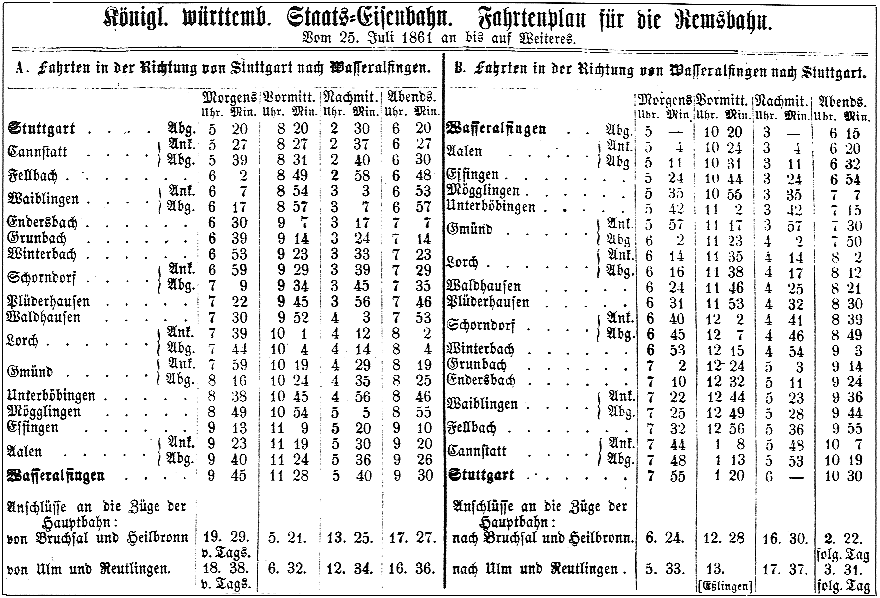
Fahrplan der Remsbahn von 1861

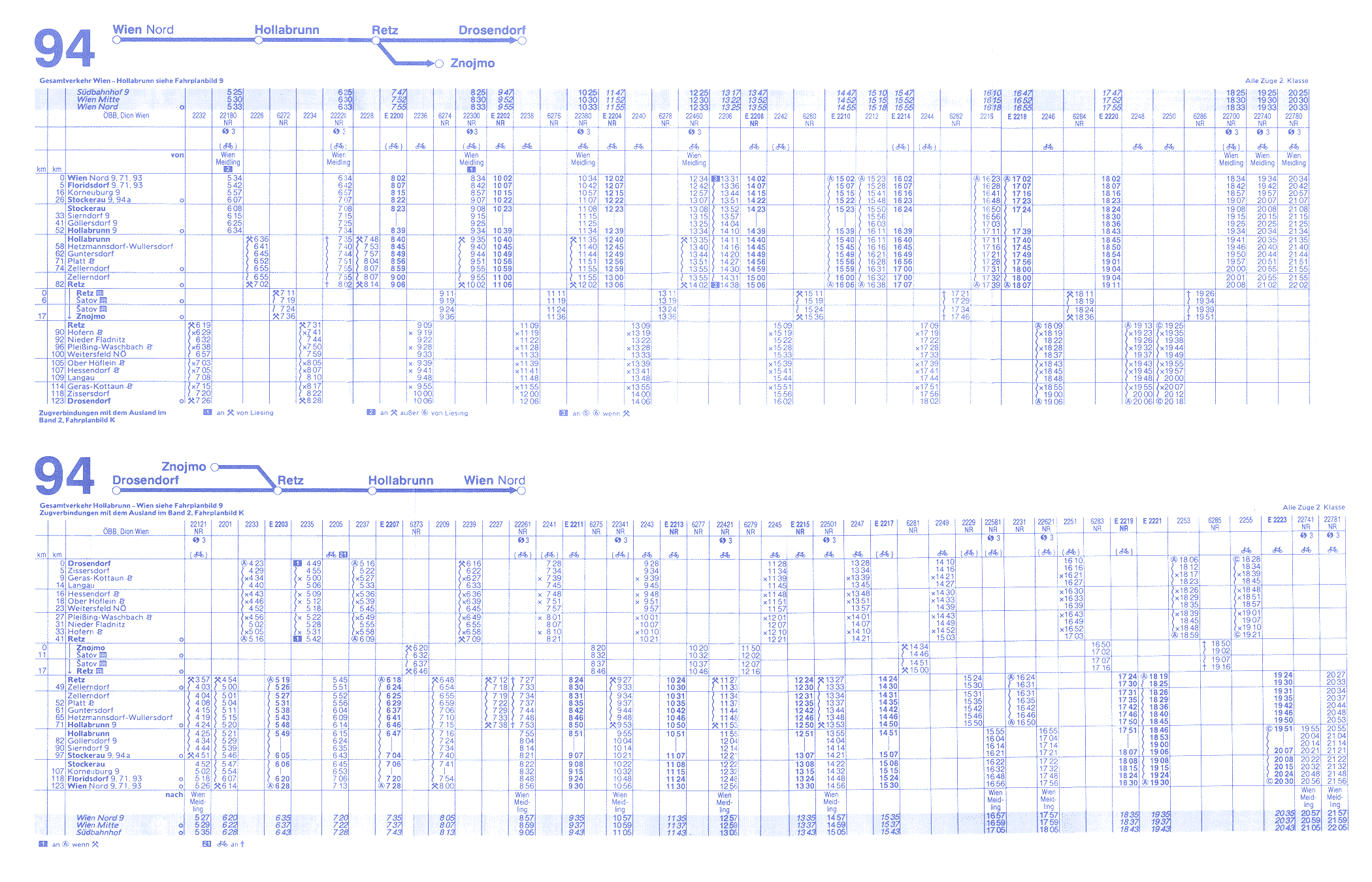
Fahrplan aus dem Jahr 1994 von Retz, NÖ nach Drosendorf, NÖ (Lokalbahn Retz–Drosendorf)

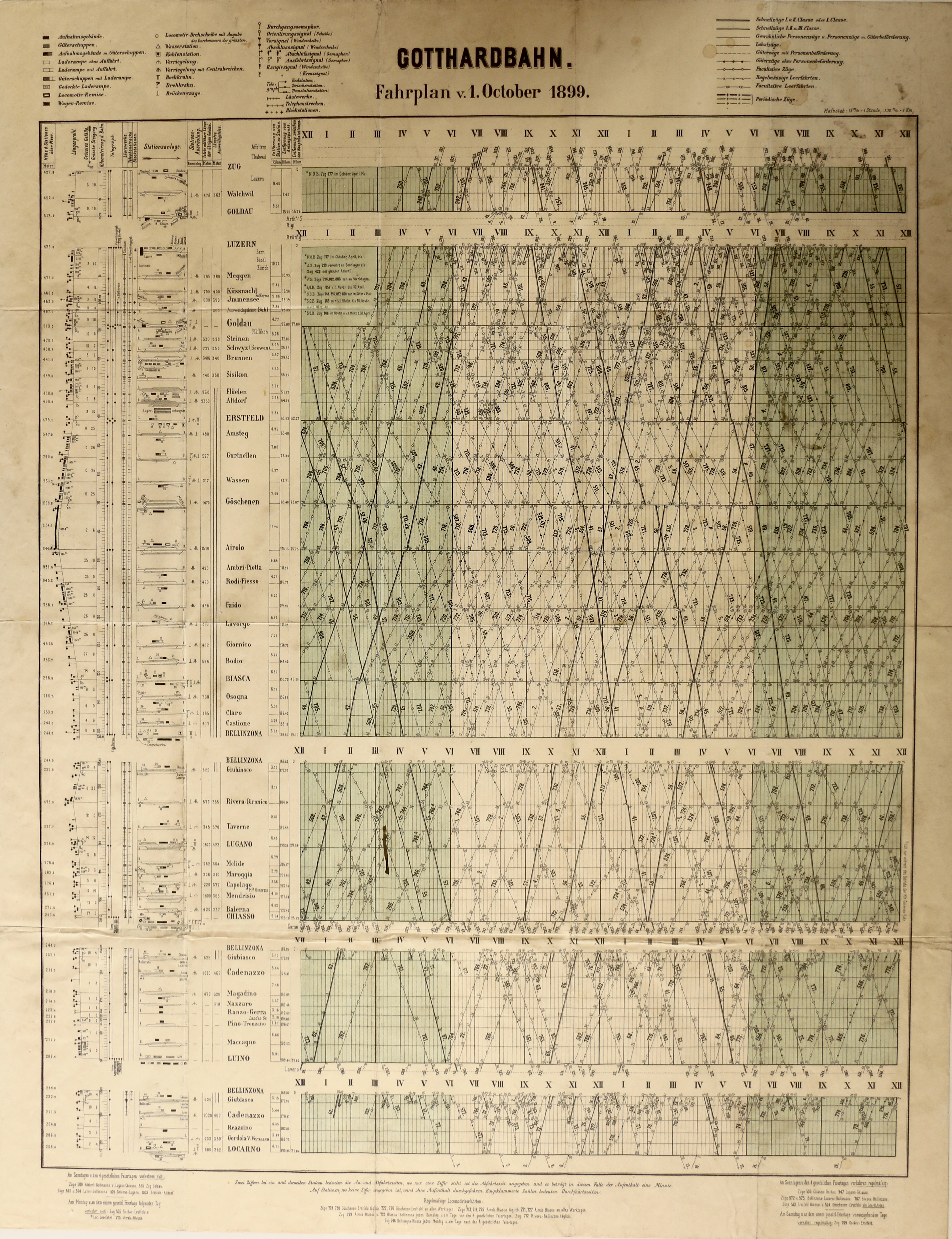
Grafischer Fahrplan der Gotthardbahn im Jahr 1899

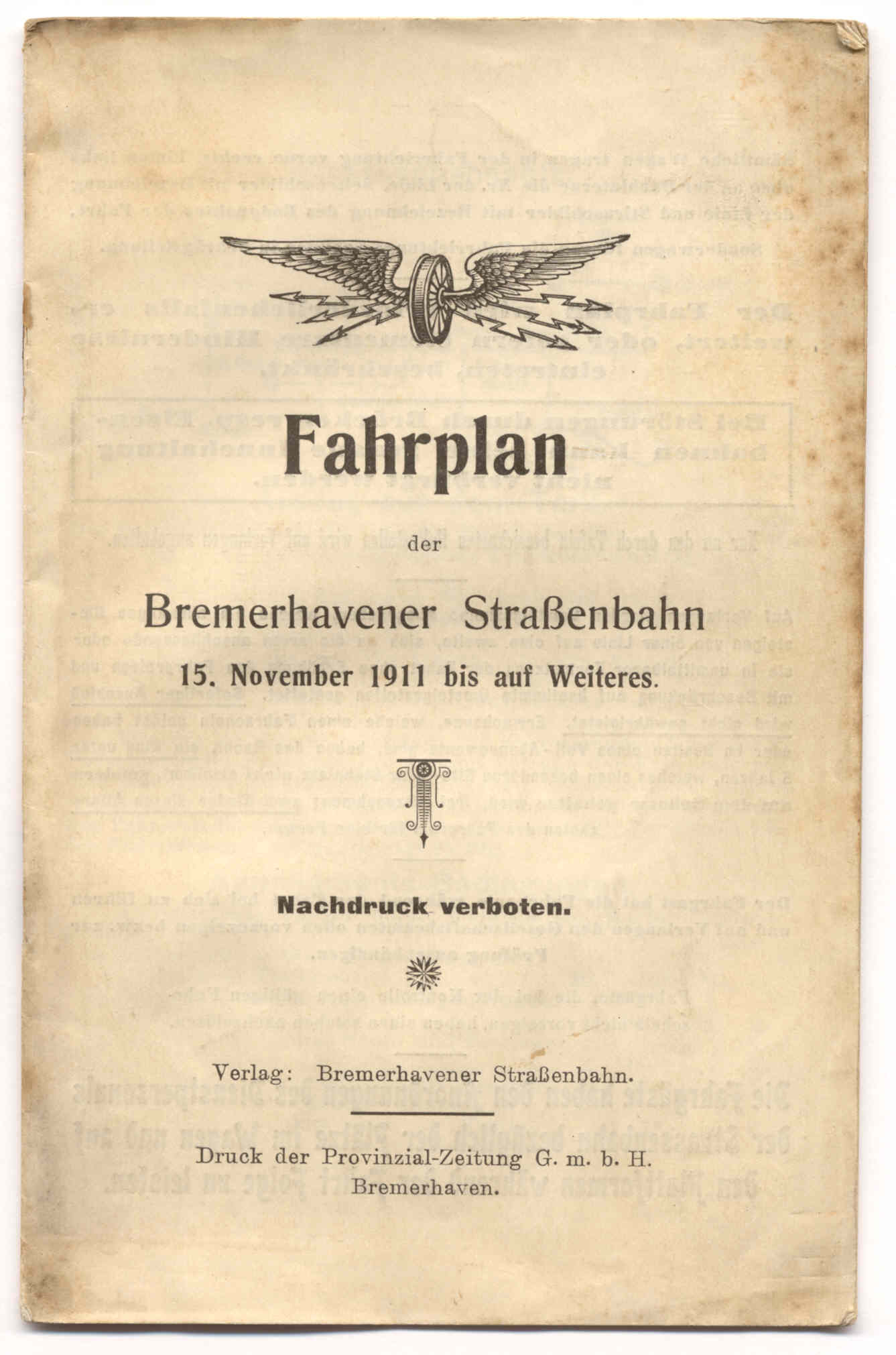
Fahrplanheft der Bremerhavener Straßenbahn aus dem Jahr 1911

Ein Fahrplan, abgekürzt Fpl, in der Frühzeit der Eisenbahn auch Fahrtenplan, Fahrordnung oder Detailfahrordnung genannt, legt im öffentlichen Personennah- und -fernverkehr und im Schienengüterverkehr den Fahrtverlauf eines Verkehrsmittels fest. Dabei notwendige Angaben sind Zugnummer, Verkehrstage, Laufweg, Ankunfts-, Abfahrts- und Durchfahrtszeiten an den Betriebsstellen sowie die zulässigen Geschwindigkeiten in den einzelnen Abschnitten des Laufwegs. Er wird in der Fahrplanung erstellt und bietet die Grundlage für die Umlaufplanung sowie das Betriebsprogramm.
Des Weiteren wird der Begriff auch für einen Plan der Ankunfts- und Abfahrtszeiten eines Verkehrsmittels an den jeweiligen Haltestellen beziehungsweise die entsprechenden Medien zur Darstellung dieses Plans benutzt.
Der erste Kutschdienst mit Fahrplan wurde in Großbritannien im Jahr 1784 eingerichtet. 1840 gab es dort den ersten Zugfahrplan.

## Fahrplanperiode und Fahrplanjahr
Ein Fahrplan gilt in der Regel für eine bestimmte Zeit, Fahrplanperiode oder Fahrplanabschnitt genannt. Spricht man von der aktuellen Fahrplanperiode, so ist ein zurzeit gültiger Fahrplan gemeint.
Bis 2001 fand bei den europäischen Eisenbahnen jeweils einmal im Jahr der Fahrplanwechsel statt, und zwar an einem Sonntag Ende Mai oder Anfang Juni. In Deutschland wurde bis Anfang der 1990er Jahre die Fahrplanperiode in einen Sommer- und Winterabschnitt geteilt und in getrennten Kursbüchern veröffentlicht. Es gab also zwei Fahrplanabschnitte pro Jahr, die auch als Sommer- bzw. Winterfahrplan bezeichnet wurden, wobei in allen mitteleuropäischen Ländern der Sommerfahrplan nur vier Monate umfasste und der Winterfahrplan die übrigen acht. In der Schweiz wurde bereits 1987 wieder der Jahresfahrplan eingeführt – wie vor 1909.
Für die Staaten der Europäischen Union legte die Kommission fest, dass mit dem Fahrplanjahr 2003 der Jahresfahrplanwechsel am zweiten Samstag im Dezember um 24 Uhr, der unterjährige kleine Fahrplanwechsel am zweiten Samstag im Juni um 24 Uhr zu erfolgen hat. Zuvor galt der letzte Samstag im Mai um 24 Uhr als Zeitpunkt des Jahresfahrplanwechsels bzw. der letzte Samstag im September um 24 Uhr als unterjähriger Fahrplanwechsel. Somit wurde am 15. Dezember 2002 in Europa von einem Sommer- und Winterfahrplan auf einen Jahresfahrplan umgestellt. Die Dauer eines Fahrplanjahres schwankt zwischen 52 Wochen (= 364 Tagen) und 53 Wochen (= 371 Tagen). Die Koordinierung der Fahrpläne übernimmt dabei die Europäische Reisezugfahrplankonferenz (FTE).
Die Schweiz übernimmt aus praktischen Gründen die Regelung des Fahrplanwechsels von der Europäischen Union. Dabei dauert die Fahrplanperiode in der Regel zwei Fahrplanjahre. Das bedeutet, dass im Dezember der geraden Jahre nur kleinere Änderungen an den Fahrplänen vorgenommen werden sollten.
Abseits des europäischen Schienennetzes sind auch andere Zeitpunkte für den Fahrplanwechsel anzutreffen, in Japan z. B. an einem Samstag im März.

## Taktfahrplan
Einen besonderen Stellenwert nimmt der heute weit verbreitete Taktfahrplan im Linienverkehr ein. Er zeichnet sich durch leichte Merkbarkeit aus, weil sich die Abfahrts- und Ankunftszeiten in periodischen Abständen wiederholen. Der integrale Taktfahrplan, der in immer mehr europäischen Ländern zur Anwendung kommt, besitzt darüber hinaus eine für alle Strecken einheitliche Symmetriezeit, wodurch Umsteigezeiten stets bei Hin- und Rückfahrt gleich sind.

## Abfahrtszeit
Mit Abfahrtszeit ist in westlichen Ländern der Zeitpunkt bzw. die genau bestimmbare Uhrzeit gemeint, zu der ein Verkehrsmittel eine Haltestelle oder einen vergleichbaren Abfahrtsort verlässt. Der Begriff Fahrt bezieht sich hierbei auf rollende Verkehrsmittel oder Schiffe.

## Darstellung

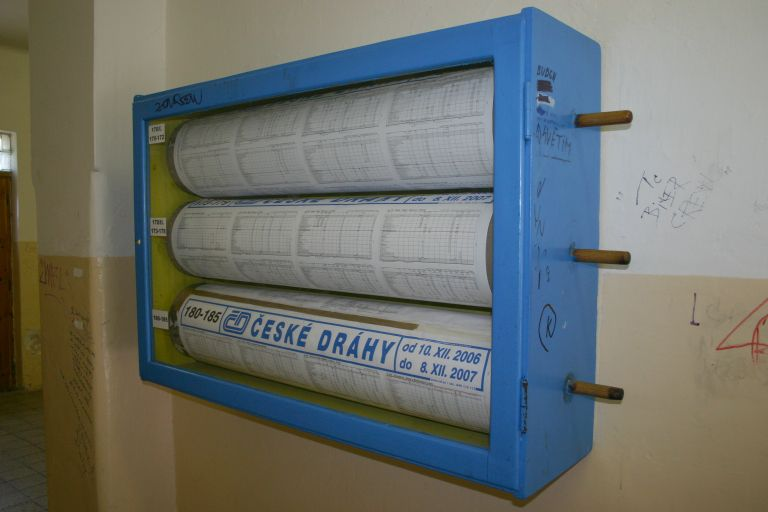
Rollenfahrplan in Tschechien, 2007

Veröffentlicht wird der Fahrplan in Form eines Kursbuchs, Fahrplanbuchs/Fahrplanhefts, eines Aushangfahrplans oder in elektronischen Medien. Er kann auch grafisch in Form eines Zeit-Wege-Diagramms (Bildfahrplans) oder einer Netzgrafik dargestellt werden.
Früher war der Aushangfahrplan auf deutschen, österreichischen oder tschechischen Bahnhöfen oftmals auf Rollen aufgezogen.
Für innerdienstliche Zwecke werden die Fahrpläne als Buchfahrpläne, Fahrzeitenhefte, Geschwindigkeitshefte, Fahrpläne für Zugmeldestellen (früher: Bahnhofsfahrordnungen) und elektronisch mit EBuLa veröffentlicht.
Kleine und temporäre Abweichungen vom gültigen Fahrplan werden bei diversen Bahngesellschaften im Reisenden-Informationssystem (RIS) angezeigt. Diverse Betreibergesellschaften bieten auch im Internet eine Fahrplanauskunft mit Übersicht über die fahrplanmäßige Durchführung der Fahrten ihrer Linien.

### Kursbücher
Eine Sammlung von mehreren Fahrplänen nennt man besonders im Eisenbahnbereich oft Kursbuch, ansonsten Fahrplanbuch oder Fahrplanheft.

### Aushangfahrplan

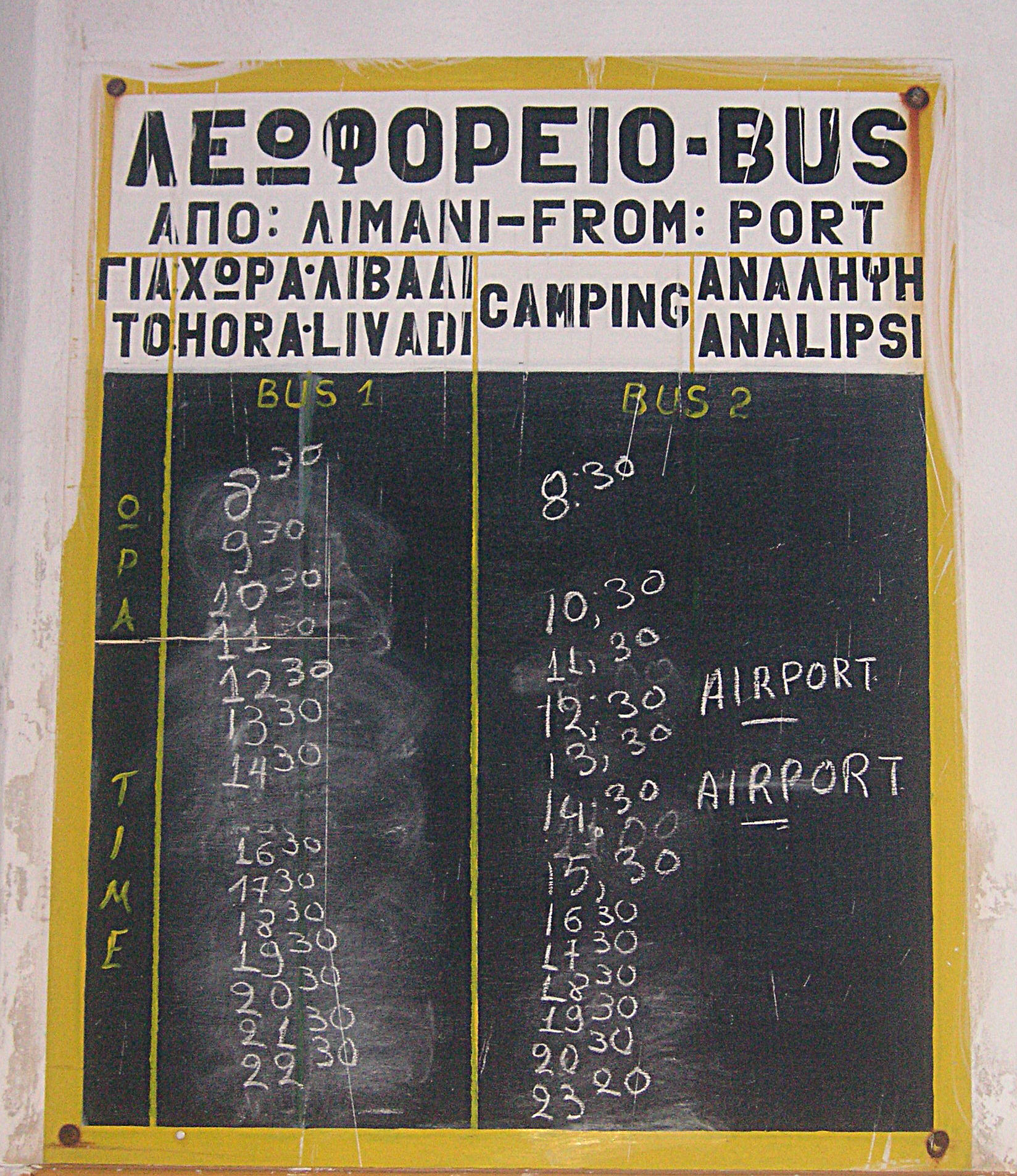
Busabfahrtstafel auf der griechischen Insel Astypalea (2005)

Abfahrtzeitenplan einer Hamburger Stadtbuslinie für eine Haltestelle

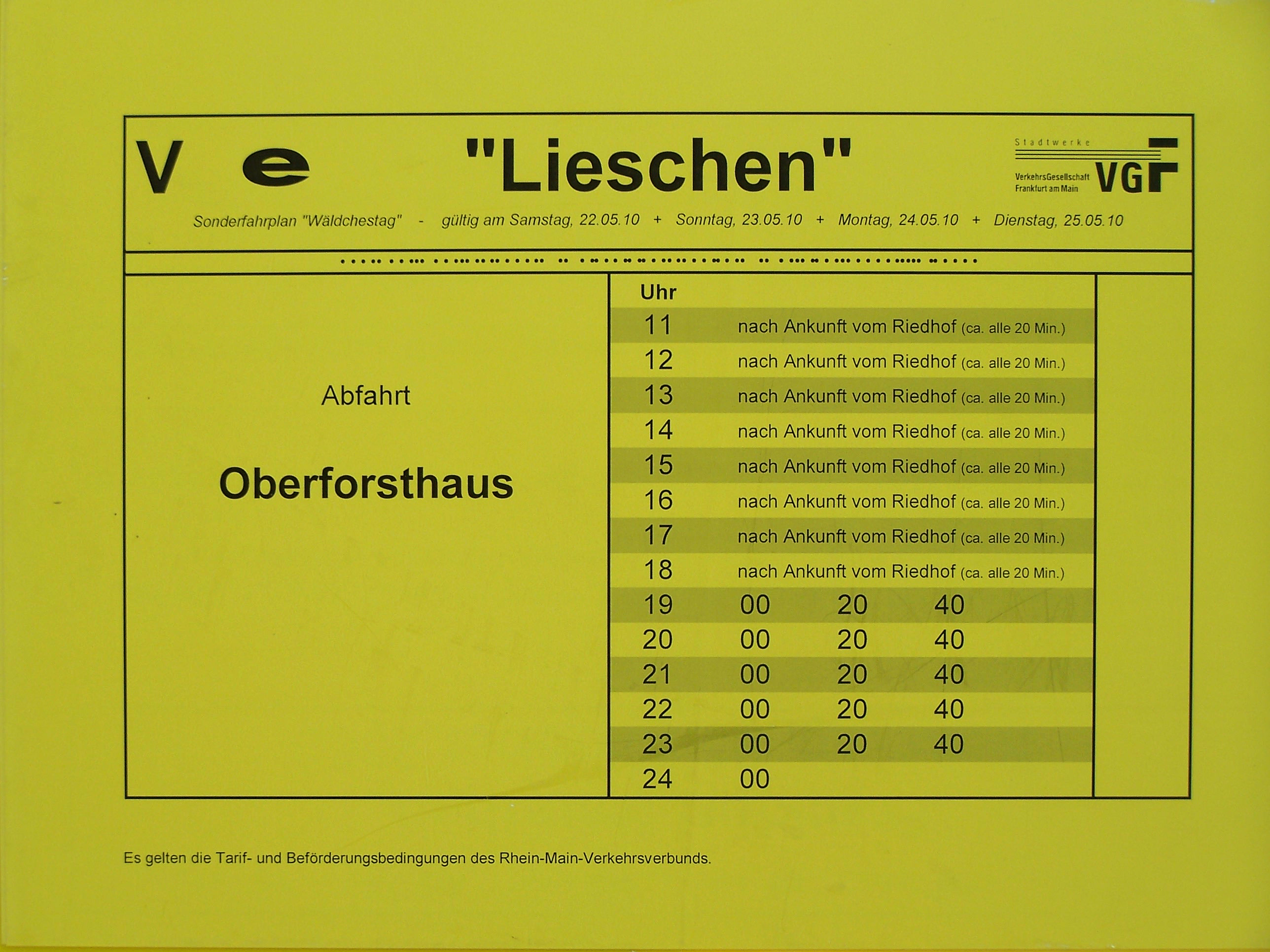
Aushang der Abfahrtzeiten der Sonderlinie Lieschen der Frankfurter Straßenbahn (2010)

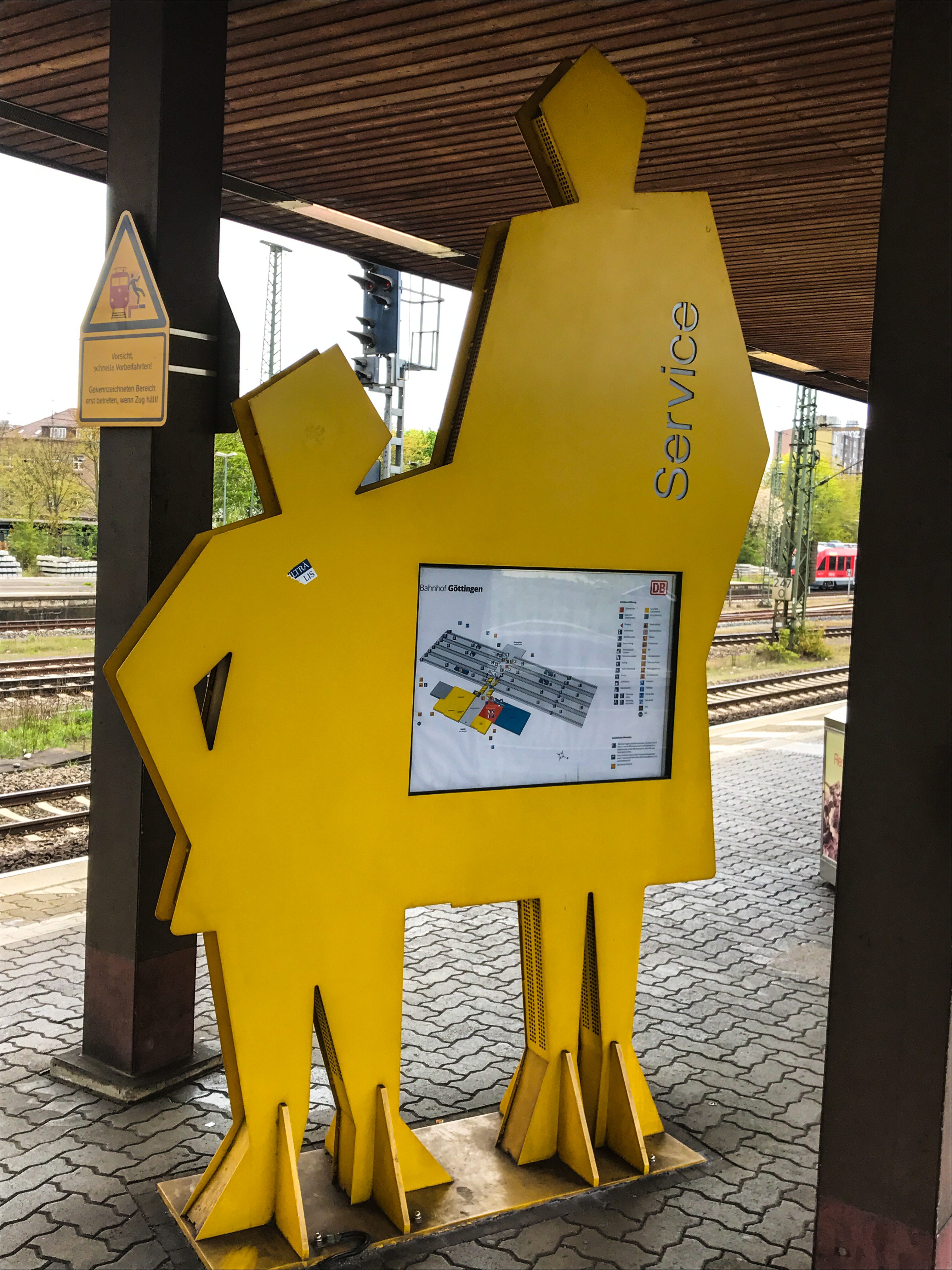
„Info-Riese“, Bahnhof Göttingen (2017)

An Bahnhöfen oder Haltestellen von Verkehrsmitteln des öffentlichen Personenverkehrs gibt es zur Fahrgastinformation Aushangfahrpläne (auch als Fahrplanaushang bezeichnet) in sehr unterschiedlicher Form. Darin sind Ausschnitte aus dem Fahrplan veröffentlicht. An wichtigen Kreuzungspunkten sind oft auch die Abfahrts- bzw. Ankunftsbahnsteige/-bussteige der Züge oder Busse verzeichnet. Angegeben ist chronologisch geordnet allgemein das Endziel und die Abfahrtszeit eines Verkehrsangebots, meistens zusätzlich auch der Linienverlauf.
Wenn die Ankunftszeit wegen geringer Haltedauer annähernd gleich der Abfahrtszeit ist, genügt ein als „Fahrplan“ gekennzeichneter Aushang, andernfalls werden getrennte Aushänge für ankommende („Ankunft“, weiß) und abfahrende („Abfahrt“, bei Eisenbahnen meist auf gelbem Papier) Verkehrsmittel angeboten. Der Ankunftsplan bei Eisenbahnen enthält alle an einer Haltestelle ankommenden Angebote und eine Auswahl der Haltestellen, die der jeweilige Zug angefahren hat (meist mit dortiger Abfahrtzeit). Angegeben wird auch der Ankunftsbahnsteig. Die Abfahrtzeiten auf einem Aushangfahrplan sind wegen besserer Übersichtlichkeit meist nach Wochentagen (montags–freitags, samstags, sonn- und feiertags) sortiert.
Zu unterscheiden sind Aushänge für alle ab einem Haltepunkt verkehrenden Fahrten und streckenbezogene Informationen. Letztere können für jede Linie einzeln erstellt sein oder sich auf bestimmte Richtungen oder Fahrtziele beziehen. Möglich ist auch eine Unterteilung in Fern- und Regionalverkehr und innerstädtische Angebote. So gibt es in einigen Bereichen besondere Fahrpläne für S-Bahn-Verkehr, oder es können Stadtbusfahrpläne von Regionallinien getrennt sein (auch durchgehende Linien lassen sich dann aufteilen in einen innerstädtischen und regionalen Teil).
Je nach Konzept kann eine Darstellung mit vollständiger Angabe des Linienweges (und aller Abfahrtzeiten von Unterwegshalten) für jedes Einzelangebot oder eine pauschale Wegangabe mit nachfolgender Aufführung der einzelnen Fahrtzeiten erfolgen. Linienbezogene Informationen besonders bei vertakteten Angeboten erfolgen wegen höherer Übersichtlichkeit meistens in der pauschalen Form. Im Eisenbahnverkehr wird überwiegend eine Einzeldarstellung für jedes Zugangebot angewendet.
Symbole und/oder Fußnoten machen Zusatzangaben zu
- abweichenden Linienwegen oder Haltestellenbedienungen
- dem Namen der Station, bis zu der sämtliche Zwischenhalte genannt sind
- Verkehrseinschränkungen an bestimmten Tagen (beispielsweise während der Schulferien)
- eingeschränkten Mitnahmemöglichkeiten oder eine Reservierungspflicht für Fahrräder etc.

Hierbei kann die Übersichtlichkeit durch die Verwendung zu vieler Symbole für einzelne Fahrten leiden. Spezielle Angebote wie Anrufbusse oder eine Bedienung mit Sammeltaxen (ÖPNV-Sonderformen) werden häufig ebenfalls durch Symbole gekennzeichnet. Möglich sind aber auch Zusatzaushänge mit vollständigen Informationen über Angebot, Bedienungsmodalitäten und eventuelle Tarifbesonderheiten.
Oft enthält der Aushangfahrplan zusätzlich eine tabellarische Auflistung aller bedienten Haltestellen mit Fahrzeiten und Anschlusshinweisen.
An großen Bahnhöfen werden Fahrplanauszüge heute dynamisch und mit aktueller Zusatzinformation auf Abfahrtstafeln dargestellt. Hierbei wird jede einzelne Fahrt innerhalb eines bestimmten Zeitraumes möglichst umfassend mit angedeutetem Linienweg aufgeführt.

### Internet-Fahrplan
Verschiedene Verkehrsbetriebe stellen ein Mobile App zur Verfügung, auf denen Fahrpläne im aktuellsten Stand abgerufen werden können. Oft werden online auch aktuelle Verspätungen, Betriebsstörungen oder Änderung der Bahnsteigs sowie aktuelle Fahrpreise aufgezeigt. Diese Fahrplan-APPs können auch benutzt werden, um Fahrscheine online zu kaufen.

## Sonstige Bedeutungen
Neben dem Fahrplan, der als Fahrgastinformation veröffentlicht wird, gibt es für die Beschreibung der innerbetrieblich-dienstlichen Abläufe den Buchfahrplan und Bildfahrplan.
In der Projektplanung spricht man ebenfalls von Fahrplänen oder Roadmaps, in denen die Zeitfenster für Tätigkeiten und Meilensteine festgelegt werden. Bekanntes Beispiel ist die Roadmap (Nahostkonflikt).

## Rechtliche Grundlagen
Der Fahrplan ist in § 40 des deutschen Personenbeförderungsgesetzes definiert. Die Bestandteile sind die Führung der Linie, der Ausgangspunkt, der Endpunkt und die Fahrzeiten. Er muss von der Verkehrsbehörde genehmigt werden.
Ändert sich der Fahrplan nur in Bezug auf die An- und Abfahrtzeiten bei den Haltestellen, kann die Änderung als Zeitenanzeige bei der Genehmigungsbehörde beantragt werden. Dadurch verringern sich die Gebühren und der Vorgang kann schneller bearbeitet werden, da keine Anhörung des Aufgabenträgers notwendig ist.